# ダビド・トルエバ
ダビド・ロドリゲス・トルエバ（スペイン語: David Rodríguez Trueba, 1969年9月10日 - ）は、スペイン・マドリード出身の小説家・俳優・脚本家・映画監督。

## 人物
映画監督・脚本家のフェルナンド・トルエバの弟であり、兄とは14歳の年の差がある。女優のアドリアーナ・ヒルと結婚していたことがある。

## 経歴
フェルナンド・トルエバの弟である。マドリード・コンプルテンセ大学では情報科学部でジャーナリズムを専攻。
2003年にはハビエル・セルカスの原作を基に『Soldados de Salamina』を監督。この作品は第76回アカデミー賞外国語映画賞のスペイン代表作品となったがノミネートは逃した。
2013年にはハビエル・カマラを主演に据えて『「僕の戦争」を探して』を製作。2014年1月の第1回フェロス賞では脚本賞と監督賞を受賞した。2月のゴヤ賞では作品賞を含む6部門で受賞し、自身は脚本賞と監督賞を受賞した。この作品は第87回アカデミー賞外国語映画賞のスペイン代表作品となったがノミネートは逃した。

## フィルモグラフィー

### 監督・脚本作品
- 1991年 Amo tu cama rica （脚本）
- 1994年 Los peores años de nuestra vida （脚本）
- 1996年 La buena vida （監督）
- 1997年 Perdita Durango （脚本）
- 1998年 La niña de tus ojos （脚本）
- 2000年 Obra Maestra （監督）
- 2002年 Soldados de Salamina （監督）
- 2003年 Balseros （脚本）
- 2006年 Bienvenido a Casa （監督）
- 2006年 La silla de Fernando （監督）
- 2011年 Madrid, 1987 （監督）
- 2013年 『「僕の戦争」を探して』 Vivir es fácil con los ojos cerrados （脚本・監督）

### 出演作品
- 1992年 Evilio
- 1992年 Amo tu cama rica
- 1994年 Los peores años de nuestra vida
- 1995年 Suspiros de España
- 1997年 Airbag
- 2000年 Adiós con el corazón
- 2001年 Más pena que gloria
- 2003年 El elfante del rey
- 2004年 ¡Hay motivo!